# Aquaman (fumetto)
Aquaman è il nome di varie serie a fumetti incentrate sull'omonimo personaggio pubblicate negli Stati Uniti d'America dalla DC Comics.

## Storia editoriale
La prima serie, Aquaman (vol. 1), esordì nel 1962 e verrà edita fino al 1978 con storie scritte da George Kashdan e Steve Skeates, e disegnate da Nick Cardy, Jim Aparo e Don Newton. A questa seguirà la miniserie realizzata da Craig Hamilton nel 1986, Aquaman (vol. 2) dove vengono nuovamente narrate le origini del personaggio. Seguì nel 1991 la terza serie regolare edita per 13 numeri, Aquaman (vol. 3) scritta da Shaun McLaughlin e, dal 1994 al 2001, venne edita la quarta serie regolare di 75 numeri, Aquaman (vol. 4), scritta da Peter David, Erik Larsen e Dan Jurgens, seguita da una quinta serie, Aquaman (vol. 5) dal 2002. Una sesta serie esordì nel 2003 e venne edita per 39 fino al 2006 quando la testata venne modificata in Aquaman: Sword of Atlantis, la quale proseguì la numerazione venendo pubblicata fino al dicembre 2007 quando chiuse col n. 57. All'interno del rilancio editoriale del 2011 denominato The New 52, al personaggio venne dedicata una settima serie omonima, Aquaman (vol. 7), pubblicata da ottobre 2011 a luglio 2016 e una ottava, Aquaman (vol. 8), esordita ad agosto 2016.